# Мехмед I
Мехме́д I Челебі (Мегмед І Челебі; осман. محمد اول, трансліт. Mehmed-i evvel, тур. Birinci Mehmet, Çelebi Mehmet; біля 1389, Бурса — 26 травня 1421, Едірне) — османський султан, що правив з 1413 по 1421 рік. Мехмед був одним з синів султана Баязида I, після смерті батька він виграв боротьбу за владу зі своїми братами і прийняв імперію практично зруйнованою. Мехмед I повернув території, що отримали незалежність після навали Тамерлана. Сучасники характеризують його як справедливого, лагідного, миролюбного і освіченого правителя. Мехмед дуже терпимо ставився до своїх підданих-немусульман, намагався підняти торгівлю, споруджував будівлі (Адріанопольська мечеть), був покровителем літератури, особливо поезії.

## Біографія
Мехмед був наймолодшим з синів султана Баязида I. Після смерті батька троє його синів розділили осколки імперії: в Едірне проголосив себе султаном Сулейман (1402-1410), який захопив владу над турецькими володіннями на Балканському півострові, в Бурсі - Іса, у східній Анатолії - Мехмед. Кілька підкорених османами анатолійських бейліків знову оголосили себе незалежними. Мехмед у 1405-1406 роках вів війну проти Іси і захопив Бурсу, після чого відправив старшого брата Мусу в Румелію битися з Сулейманом. Муса досяг успіху, але сам оголосив себе султаном і захопив європейські володіння османів. У 1411 році Мехмед включився в боротьбу за Румелію за підтримки візантійського імператора Мануїла II, який на своїх кораблях переправив турецьку армію з Анатолії у Фракію. Перші битви між братами не принесли жодному з них успіху, а незабаром Мехмед повернувся в Анатолію, щоб захиститися від бея Айдина. Перемігши, він повернувся в Європу і в 1413 році розбив армію Муси, який втік до Волощини і незабаром загинув. Усі османські володіння знову об'єдналися під владою одного султана.

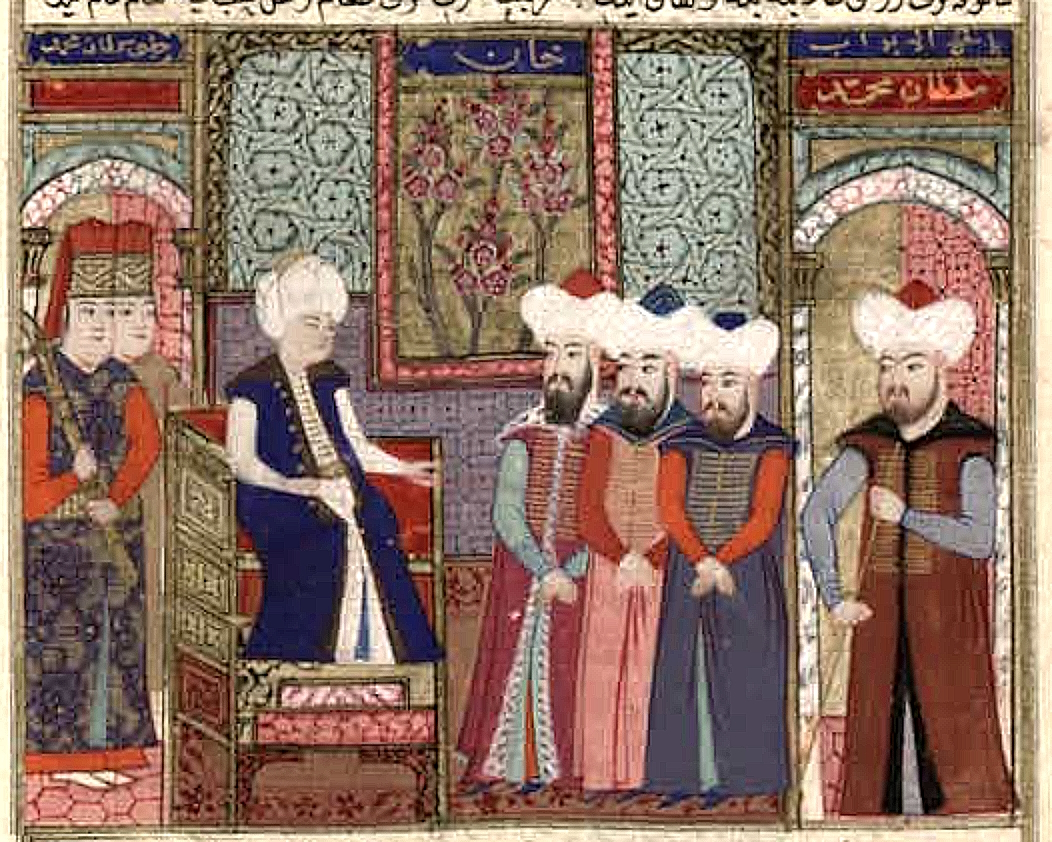
Мехмед I і його оточення. Османська мініатюра, зберігається в Стамбульському університеті.

Ставши султаном, Мехмед підтримував мирні зносини з Візантією та іншими європейськими сусідами. Усі турботи султана були спрямовані на те, щоб зміцнити державу, вражену навалою Тамерлана. До 1415 року йому вдалося відновити владу у всіх анатолійських бейліках, які отримали незалежність після ангорської битви, за винятком Караману. У 1416 році турки вперше вели військові дії на морі проти Венеційської республіки, які закінчилися великою поразкою турецького флоту неподалік від Дарданел - 25 кораблів Мехмеда були захоплені венеційцями. У тому самому році в Анатолії спалахнуло велике повстання шейха Бедреддіна, який був казаскером у Муси. Бедреддін виступав за спільність майна і поширював вчення про одного Бога, єдиного для мусульман, євреїв і християн. Сектанти двічі розбили військо султана, але були переможені в битві біля Смирни, а Бедреддіна було страчено. В останні роки життя Мехмет придушив ще одне повстання, підняте якимось претендентом, який видавав себе за його брата Мустафу.